# Mecz rugby Barbarians – Nowa Zelandia (1973)
Mecz rugby Barbarians – Nowa Zelandia (1973) – towarzyski mecz rugby rozegrany 27 stycznia 1973 w Cardiff, w którym drużyna Barbarians pokonała reprezentację Nowej Zelandii 23:11. Uznawany przez wielu historyków rugby za jedno z najlepszych spotkań w historii tego sportu.

## Kontekst
Mecze rugby reprezentacji krajów z Wysp Brytyjskich przeciwko Nowej Zelandii przez wiele lat wskazywały na zdecydowaną dominację drużyn z półkuli południowej. Do lat 60. XX w. żadna z wypraw British and Irish Lions do Nowej Zelandii nie zakończyła się dla drużyny z Wysp Brytyjskich zwycięstwem w seriach pojedynków z reprezentacją gospodarzy, a od lat 30. odnosiły w nich bolesne porażki (w 1966 – wszystkie cztery mecze przegrane). Podobnie było z wyprawami reprezentacji Nowej Zelandii na Wyspy Brytyjskie – do lat 60. XX w. przy kolejnych takich okazjach All Blacks odnosili serie zwycięstw, rzadko tylko ponosząc porażki w pojedynczych meczach.
Przełamanie w tych stosunkach przyniosła dopiero wyprawa British and Irish Lions w 1971 – drużyna z północy nie tylko wygrała we wszystkich spotkaniach z nowozelandzkimi drużynami prowincjonalnymi, ale także pokonała reprezentację Nowej Zelandii w serii testów, odnosząc dwa zwycięstwa, jedno spotkanie remisując i jedno przegrywając. Drużyna, której kapitanem był Walijczyk John Dawes, a trenerem jego rodak Carwyn James, odniosła w ten sposób jeden z największych sukcesów w historii brytyjskiego rugby. Gdy jednak na przełomie 1972 i 1973 Nowozelandczycy przyjechali na Wyspy Brytyjskie, znów wygrywali. Na 25 wcześniejszych spotkań zwyciężyli w 20, w tym w czterech oficjalnych spotkaniach z reprezentacjami krajów pokonali Walię, Szkocję i Anglię oraz zremisowali z Irlandią. 
Ostatni mecz tournée rozgrywali w Cardiff z drużyną Barbarians – nie mającą stałych zawodników, a na każde swoje spotkanie zapraszającą graczy występujących w różnych klubach. W tym meczu Barbarians stali się nieformalną reprezentacją Wysp Brytyjskich – do składu powołano najlepszych zawodników z Wysp, w większości kluczowych graczy wyprawy British and Irish Lions z 1971 – z tamtej drużyny pochodziło aż dwunastu spośród piętnastu zawodników na boisku, w tym jej kapitan John Dawes, który zakończył międzynarodową karierę półtora roku wcześniej. Trener Carwyn James nie mógł uczestniczyć w tych krótkich przygotowaniach, odbył jednak z drużyną spotkanie w dniu meczu.

## Przebieg spotkania
Już w trzeciej minucie meczu po błyskawicznej, zespołowej akcji przez niemal całą długość boiska z udziałem wielu zawodników drużyny, pierwsze przyłożenie zdobył dla Barbarians Gareth Edwards. To zagranie zapoczątkowało mecz pełen ofensywnych akcji. Po tym znakomitym początku Barbarians nadal mieli przewagę, w pierwszej połowie zdobyli kolejne dwa przyłożenia (ich zdobywcami byli Fergus Slattery i John Bevan) i do przerwy nieoczekiwanie prowadzili aż 17:0. W drugiej połowie goście zaczęli zmniejszać stratę i po dwóch przyłożeniach Granta Batty'ego zrobiło się 17:11. Jednak w końcówce spotkania, po kolejnej świetnej zespołowej akcji, Barbarians przypieczętowali wygraną zdobywając swoje czwarte przyłożenie (jego autorem był J.P.R. Williams), by ostatecznie zwyciężyć 23:11.
Dane meczowe:
| 27 stycznia 1973 | Barbarians | 23:11 | Nowa Zelandia                                           | National Stadium, Cardiff Sędzia: Georges Domercq |
| 27 stycznia 1973 | Phil Bennett 7 (2 podwyższenia, 1 rzut karny), Gareth Edwards 4 (przyłożenie), Fergus Slattery 4 (przyłożenie), John Bevan 4 (przyłożenie), J.P.R. Williams 4 (przyłożenie) | 23:11 | Grant Batty 8 (2 przyłożenia), Joe Karam 3 (rzut karny) | National Stadium, Cardiff Sędzia: Georges Domercq |

| Skład: 1. Ray McLoughlin (Irlandia), 2. John Pullin (Anglia), 3. Sandy Carmichael (Szkocja), 4. Willie John McBride (Irlandia), 5. Bob Wilkinson (Anglia), 6. Tommy David (Walia), 7. Fergus Slattery (Irlandia), 8. Derek Quinnell (Walia), 9. Gareth Edwards (Walia), 10. Phil Bennett (Walia), 11. John Bevan (Walia), 12. Mike Gibson (Irlandia), 13. John Dawes (kapitan, Walia), 14. David Duckham (Anglia), 15. J.P.R. Williams (Walia) | Skład: 1. Graham Whiting, 2. Ron Urlich, 3. Kent Lambert, 4. Hamish Macdonald, 5. Peter Whiting, 6. Alistair Scown, 7. Ian Kickpatrick (kapitan), 8. Alex Wyllie, 9. Sid Going, 10. Bob Burgess, 11. Grant Batty, 12. Ian Hurst, 13. Bruce Robertson, 14. Bryan Williams, 15. Joe Karam |

## Oddźwięk
Wysokie zwycięstwo Barbarians nad Nową Zelandią pozwoliło uznać się Brytyjczykom za najlepszych rugbystów świata. Mecz jest zaliczany przez historyków rugby do najlepszych spotkań w historii tego sportu, a pierwsze przyłożenie z tego meczu jest wciąż uznawane za jedno z najpiękniejszych w historii sportu i często nazywane po prostu Try lub The Try (dosłownie: Przyłożenie). Obrósł w symbolikę, m.in. poprzez zwycięstwo drużyny zebranej na kilka dni przed meczem i właściwie razem nie trenującej nad jedną z najsilniejszych reprezentacji świata, zgraną po kilkudziesięciu spotkaniach rozegranych w czasie tournée. Stanowił ukoronowanie zmian w rugby dokonywanych przez jednego z jego bohaterów, Johna Dawesa, który w klubie London Welsh stworzył podwaliny pod szybkie rugby, którego podstawą były płynne podania. 